# Туфете (Латина)
Туфете је насеље у Италији у округу Латина, региону Лацио.
Према процени из 2011. у насељу је живело 38 становника. Насеље се налази на надморској висини од 12 м.